# Svenska Linnésällskapet
Svenska Linnésällskapet är en ideell förening som stiftades 23 maj 1917 på Linnés Hammarby på initiativ av hovtandläkaren Elof Förberg med ändamål att sprida kunskap om Carl von Linné och hans verk samt att väcka och underhålla intresset och vördnaden för Sveriges största naturvetenskapliga minne. 
Sällskapet återställde den gamla Linnéträdgården i Uppsala, som av Uppsala universitet under åren 1918-78 var ställd under sällskapets förvaltning. Det driver Linnémuseet vid Svartbäcksgatan i Uppsala och utger sedan 1918 "Svenska Linnésällskapets årsskrift". Dess förste ordförande var Linné-ättlingen och professorn Tycho Tullberg. Denne efterträddes av professorn Erik Müller. Nuvarande ordförande är docent Carl Frängsmyr.

## Svenska Linnésällskapets ordförande
- 1918  Tycho Tullberg
- 1919–23  Erik Müller
- 1924–47  Robert Fries
- 1948–64  Nils von Hofsten
- 1965–70  Birger Strandell
- 1971  John Axel Nannfeldt
- 1972–79  Carl-Johan Clemedson
- 1980–85  Magnus Fries
- 1986-98  Bengt Jonsell
- 1999–2009 Carl-Olof Jacobsson
- 2010–2011 Roland Moberg
- 2012  Eva Willén
- 2012–17  Birgitta Johansson-Hedberg
- 2017–20 Helene Lundkvist
- 2020– Carl Frängsmyr